# Polystichum otomasui
Polystichum otomasui är en träjonväxtart som beskrevs av Kurata. Polystichum otomasui ingår i släktet Polystichum och familjen Dryopteridaceae. Inga underarter finns listade.